# Писарро Асеведо, Эктор Хавьер
Эктор Хавьер Писарро Асеведо, O.A.R. (исп. Héctor Javier Pizarro Acevedo, O.A.R.; род. 11 января 1951 года, Медельин, Антьокия, Колумбия) — колумбийский религиозный деятель, епископ Римско-католической церкви. Апостольский викарий Тринидада (с 2000 г.), титулярный епископ Керамуса (с 2000 г.).

## Биография
Учился в начальной школе в своем городе, а с 1963 года в Малой семинарии августинцев-реколлектов La Linda de Manizales. В 1970 году он принял первые монашеские обеты, а в 1973 году полные торжественные обеты в ордене Августинцев-реколектов. В 1970 году начал изучение философии в университете св. Бонавентуры в Боготе. В 1973 году начал изучение богословия в университете Javeriana. С 1975 года продолжает своё образование в Высшей духовной семинарии в Боготе, и в 1976 году у отцов августинцев реколектов в Марсилье (Испания). В Испании обучался на богословском факультете университета Марии Кристины — Эскориал (Мадрид) и в Университете Наварры. В 1992 году окончил факультет теологии в Университете Javeriana.
2 января 1977 года рукоположен в священники и назначен настоятелем прихода Непорочного зачатия и профессором Колледжа августинцев в Букараманге.
В 1978 году назначен викарием в Йопале. В 1978—1981 годах был мастером послушников в семинарии Ла Линда в Манисалесе. В 1981—1985 годах субприор Субы в Боготе. В 1985—1989 годах и в 1993—1995 годах — приор и мастер новициатов в монастыре августинцев-реколектов Desierto de la Candelaria. В 1989—1993 годах — второй советник и провинциальный секретарь ордена.
с 1995 по 1997 год он изучал библейское богословие в Папском Григорианском университете в Риме.
С 1997 года — второй провинциальный советник и мастер богословов-исповедников в монастыре Субы в Боготе.
24 октября 2000 года Папа Римский Иоанн Павел II назначил его Апостольским викарием Тринидада и титулярным епископом Керамуса. 27 января 2001 года рукоположен в сан епископа и 11 февраля 2001 года вступил в должность в викариате.